# Siti preistorici e grotte decorate della valle della Vézère
I siti preistorici e le grotte decorate della valle della Vézère costituiscono un insieme di siti preistorici eccezionali, distribuiti su una quarantina di chilometri lungo la valle della Vézère tra Les Eyzies-de-Tayac e Montignac, in Dordogna, nella regione della Nuova Aquitania in Francia.

## Iscrizione nel patrimonio mondiale
Questi siti sono stati classificati come Patrimonio dell'umanità dall'UNESCO nel'ottobre 1979. L'iscrizione riguarda principalmente le grotte decorate, tra le più importanti per lo studio dell'arte rupestre del Paleolitico superiore, ma anche un certo numero di siti archeologici.
La descrizione del bene culturale classificato dall'UNESCO menziona 147 siti paleolitici e 25 grotte decorate, in un'area di circa 30 km per 40, oltre alle centinaia di migliaia di ossa litiche e resti artistici ivi rinvenuti: 500 000 oggetti in selce tagliata, 844 utensili vari e opere artistiche.
Non è possibile compilare un elenco esaustivo di tutti i siti interessati, ma alcuni depositi e grotte sono registrati per nome.

### Elenco dei principali siti classificati citati dall'UNESCO

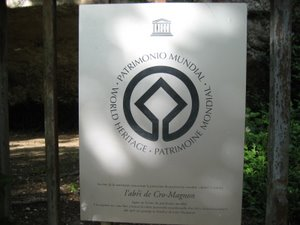
Targa nel rifugio Cro-Magnon

| Luogo                                         | Nota                                     | Informazioni sui contatti | Comune                                     |
| Grotte decorate                               | Grotte decorate                          | Grotte decorate           | Grotte decorate                            |
| --------------------------------------------- | ---------------------------------------- | ------------------------- | ------------------------------------------ |
| Abri du poisson                               | visite su appuntamento                   | 44°56′38.8″N 0°59′54.2″E  | Les Eyzies-de-Tayac-Sireuil                |
| Grotta di Font-de-Gaume                       | numero limitato di visitatori            | 44°56′13.2″N 1°01′35.6″E  | Les Eyzies-de-Tayac-Sireuil                |
| Grotta Mouthe                                 | sito chiuso                              | 44°55′28.9″N 1°01′14.1″E  | Les Eyzies-de-Tayac-Sireuil                |
| Grotta di Combarelles                         | numero limitato di visitatori            | 44°56′36.8″N 1°02′31.6″E  | Les Eyzies-de-Tayac-Sireuil                |
| Abri du Cap Blanc                             | numero limitato di visitatori            | 44°56′44.3″N 1°05′50.6″E  | Marquay (sulla Beune)                      |
| Grotte di Lascaux                             | sito chiuso                              | 45°03′13.3″N 1°10′12″E    | Montignac-Lascaux (sulla Vézère)           |
| Grotta di Rouffignac o Grotta di Miremont     | numero limitato di visitatori            | 45°00′31.7″N 0°59′15.5″E  | Rouffignac-Saint-Cernin-de-Reilhac         |
| Grotta di Saint-Cirq o Caverna dello stregone | numero limitato di visitatori            | 44°55′33.9″N 0°58′02.9″E  | Saint-Cirq (du Bugue)                      |
| Depositi                                      |                                          |                           |                                            |
| Abri Cro-Magnon                               | sito ad accesso gratuito                 | 44°56′25.6″N 1°00′34.6″E  | Les Eyzies-de-Tayac-Sireuil                |
| La Micoque                                    | visita su appuntamento                   | 44°57′27.6″N 1°00′23.5″E  | Les Eyzies-de-Tayac-Sireuil                |
| Laugerie-Basse                                | aperto ai visitatori, scavi in corso     | 44°57′03.8″N 0°59′57.5″E  | Les Eyzies-de-Tayac-Sireuil                |
| Laugerie-Haute                                | visita su appuntamento                   | 44°57′11.8″N 1°00′12.3″E  | Les Eyzies-de-Tayac-Sireuil                |
| Grotta Grand Roc                              | aperto ai visitatori                     | 44°56′58.2″N 0°59′54″E    | Les Eyzies-de-Tayac-Sireuil                |
| I due rifugi di Moustier                      | visita su appuntamento                   | 44°59′39.6″N 1°03′35.5″E  | Saint-Léon-sur-Vézère e Peyzac-le-Moustier |
| Rifugio della Madeleine                       | sito non accessibile, accesso pericoloso | 44°58′01.3″N 1°02′11.1″E  | Tursac                                     |

### Altri siti inclusi nell'elenco, spesso elencati anche come monumenti nazionali
Altri siti sono nominati, ma non registrati, nei comuni di:
- Les Eyzies-de-Tayac-Sireuil (compreso il rifugio Pataud e la grotta Bernifal);
- Le Bugue (compresa la grotta Bara-Bahau);
- Marquay (compreso il rifugio La Grèze con un bisonte scolpito in bassorilievo, il rifugio Laussel con figure umane in bassorilievo (sito originale della Venere di Laussel conosciuta come "venere con il corno"), I rifugi di Masnègre (Perigordiano), Pigeonnier, Cacaro, Pageyrol, Bout-du-Monde e la grotta Puymartin);
- Montignac-Lascaux sur Vézère (compresa la grotta di Regourdou dove sono stati trovati resti di orsi e uomini di Neanderthal e il sito preistorico di La Balutie);
- Manaurie-Rouffignac (compresa la grotta di Veyssou e le sue incisioni parietali);
- Peyzac-le-Moustier, Roque Saint-Christophe ;
- Savignac-de-Miremont, deposito di La Ferrassie;
- Saint-Cirq du Bugue;
- Saint-Léon-sur-Vézère (compresi i siti di Sous-le-Roc, La Rochette, La Tuilière);
- Castel Merle, nel comune di Sergeac: rifugio Reverdit con sculture, rifugio du Four, Labattut, La Souquette, Roc d'acier, rifugio Castanet e rifugio Blanchard (aurignaziani dipinti e ornamenti, scavi in corso);
- Tursac (compresi i siti preistorici di Liveyre, il rifugio Cellier, il rifugio nella foresta, il rifugio Ruth, il Roque Barbel, il rifugio della fortezza di Reignac, il rifugio del postino, il Langle de Villepin e du Boulou).

## Estratto dalla motivazione della registrazione
Les objets et les œuvres d’art repérés dans la vallée de la Vézère sont les témoins extrêmement rares de civilisations depuis longtemps disparues, très difficiles à appréhender. Ce matériel, infiniment précieux pour la connaissance des périodes les plus reculées de l’histoire des hommes, est bien antérieur à l’Antiquité proprement dite, remontant jusqu’à la période paléolithique. Il présente un intérêt universel, aussi exceptionnel sur le plan historique que d’un point de vue ethnologie, anthropologie ou esthétique.»
Gli oggetti e le opere d'arte trovati nella valle della Vézère sono testimonianze estremamente rare di civiltà scomparse da tempo, molto difficili da catturare. Questo materiale, infinitamente prezioso per la conoscenza dei periodi più remoti della storia umana, è anteriore a alla storia antica vera e propria, risalente al periodo Paleolitico. È di interesse universale, tanto eccezionale storicamente quanto lo è dal punto di vista etologico,  antropologico o estetico.»
(Motivazione della iscrizione nel Patrimonio UNESCO)

## Visite
Alcuni di questi siti sono chiusi al pubblico, come la grotte di Lascaux. Tuttavia, più della metà è ancora aperta alle visite. Inoltre, sono state realizzate delle riproduzioni (Lascaux II e Lascaux IV) per permettere al pubblico di scoprire questo eccezionale patrimonio.